# 郑幸娟
郑幸娟（1989年3月30日—）是中国跳高运动员。

## 生涯
她在2005年世界田径锦标赛女子跳高比赛上开始国际赛事生涯，未能进入决赛。2006年，她分别在世界青年田径锦标赛和2006年亚洲运动会上夺得银牌和铜牌。
她在2009年广州2009年亚洲田径锦标赛上夺取跳高冠军，2011年在神户2011年亚洲田径锦标赛上再夺跳高冠军；在多哈2010年世界室内田径锦标赛得第五名，在大邱2011年世界田径锦标赛得第六名（有参赛者被取消资格后为第五名）。

## 进步
最近的几个赛季，她在个人最佳成绩上有所进步。她的户外最佳成绩是1.95米，是2009年在济南和2011年在大邱世界田径锦标赛上取得的。在室内她曾经在多哈世界室内田径锦标赛上跳出1.94米。该项国内室外记录现由金玲保持，为1.97米。

## 成绩
| 年        | 賽事               | 舉辦城市         | 名次            | 記錄      |
| 代表 中国 | 代表 中国          | 代表 中国        | 代表 中国       | 代表 中国 |
| --------- | ------------------ | ---------------- | --------------- | --------- |
| 2005      | 世界锦标赛         | 芬兰赫尔辛基     | 第25名 (资格赛) | 1.84 m    |
| 2005      | 东亚运动会         | 澳门             | 第2名           | 1.85 m    |
| 2006      | 亚洲运动会         | 卡塔尔多哈       | 第2名           | 1.91 m    |
| 2006      | 世界青年田径锦标赛 | 中国北京         | 第2名           | 1.88 m    |
| 2008      | 世界室内锦标赛     | 西班牙巴伦西亚   | 第11名 (资格赛) | 1.90 m    |
| 2008      | 奥运会             | 中国北京         | 第22名 (资格赛) | 1.89 m    |
| 2009      | 亚洲室内运动会     | 越南河内         | 第4名           | 1.89 m    |
| 2009      | 亚洲田径锦标赛     | 中国广州         | 第1名           | 1.93 m    |
| 2009      | 东亚运动会         | 香港             | 第1名           | 1.88 m    |
| 2010      | 世界室内锦标赛     | 卡塔尔多哈       | 第5名           | 1.94 m    |
| 2010      | 亚洲运动会         | 中国广州         | 第3名           | 1.90 m    |
| 2011      | 亚洲锦标赛         | 日本神户         | 第1名           | 1.92 m    |
| 2011      | 世界锦标赛         | 韩国大邱         | 第5名           | 1.93 m    |
| 2012      | 亚洲室内锦标赛     | 中国杭州         | 第1名           | 1.92 m    |
| 2012      | 世界室内锦标赛     | 土耳其伊斯坦布尔 | 第13名 (资格赛) | 1.88 m    |
| 2013      | 世界锦标赛         | 俄罗斯莫斯科     | 第9名           | 1.93 m    |
| 2014      | 亚洲室内田径锦标赛 | 中国杭州         | 第2名           | 1.91 m    |
| 2014      | 亚洲运动会         | 韩国仁川         | 第2名           | 1.92 m    |
| 2015      | 亚洲锦标赛         | 中国武汉         | 第3名           | 1.84 m    |
| 2015      | 世界锦标赛         | 中国北京         | 第26名 (资格赛) | 1.80 m    |
| 2016      | 亚洲室内锦标赛     | 卡塔尔多哈       | 第3名           | 1.84 m    |

## 外部連結
- 郑幸娟在World Athletics（英语）
- 郑幸娟在Diamond League（英语）
- 郑幸娟在Olympedia（英语）